# Irak'li Bughridze
Irak'li Bughridze (in georgiano ირაკლი ბუღრიძე?; Tbilisi, 3 gennaio 1998) è un calciatore georgiano, difensore del Dila Gori.

## Carriera

### Club
Il 1º gennaio 2021 viene acquistato a titolo definitivo dalla squadra georgiana del Dila Gori.

### Nazionale
Ha giocato nelle nazionali giovanili georgiane Under-17, Under-20 ed Under-21.

## Statistiche

### Presenze e reti nei club
Statistiche aggiornate al 1º ottobre 2021.
| Stagione                    | Squadra                     | Campionato                  | Campionato | Campionato | Coppe nazionali | Coppe nazionali | Coppe nazionali | Coppe continentali | Coppe continentali | Coppe continentali | Altre coppe | Altre coppe | Altre coppe | Totale | Totale |
| Stagione                    | Squadra                     | Comp                        | Pres       | Reti       | Comp            | Pres            | Reti            | Comp               | Pres               | Reti               | Comp        | Pres        | Reti        | Pres   | Reti   |
| --------------------------- | --------------------------- | --------------------------- | ---------- | ---------- | --------------- | --------------- | --------------- | ------------------ | ------------------ | ------------------ | ----------- | ----------- | ----------- | ------ | ------ |
| 2016                        | Lok’omot’ivi Tbilisi        | UL                          | 3          | 0          | CG              | 0               | 0               |                    | -                  | -                  |             | -           | -           | 3      | 0      |
| 2017                        | Lok’omot’ivi Tbilisi        | EL                          | 3          | 0          | CG              | 1               | 0               |                    | -                  | -                  |             | -           | -           | 4      | 0      |
| Totale Lok’omot’ivi Tbilisi | Totale Lok’omot’ivi Tbilisi | Totale Lok’omot’ivi Tbilisi | 6          | 0          |                 | 1               | 0               |                    | -                  | -                  |             | -           | -           | 7      | 0      |
| 2018                        | Chik. Sachkhere             | EL                          | 35         | 8          | CG              | 1               | 0               | UEL                | 4                  | 0                  | SG          | 1           | 1           | 41     | 9      |
| gen.-giu. 2019              | Beerschot VA                | D2                          | 0+8        | 0          | CB              | -               | -               |                    | -                  | -                  |             | -           | -           | 8      | 0      |
| 2019-gen. 2020              | Beerschot VA                | D2                          | 2          | 0          | CB              | 0               | 0               |                    | -                  | -                  |             | -           | -           | 2      | 0      |
| Totale Beerschot VA         | Totale Beerschot VA         | Totale Beerschot VA         | 10         | 0          |                 | 0               | 0               |                    | -                  | -                  |             | -           | -           | 10     | 0      |
| 2020                        | Dinamo Tbilisi              | EL                          | 10         | 1          | CG              | 1               | 0               | UEL+UEL            | 1+0                | 0                  | SG          | 1           | 0           | 13     | 1      |
| 2021                        | Dila Gori                   | EL                          | 20         | 2          | CG              | 1               | 0               | UECL               | 2                  | 0                  |             | -           | -           | 23     | 2      |
| Totale carriera             | Totale carriera             | Totale carriera             | 81         | 11         |                 | 4               | 0               |                    | 7                  | 0                  |             | 2           | 1           | 94     | 12     |

## Palmarès

### Club

#### Competizioni nazionali
- Campionato georgiano: 1

Dinamo Tbilisi: 2020